# Змеурету
Змеурету (рум. Zmeurătu) — село у повіті Вилча в Румунії. Входить до складу комуни Стоєнешть.
Село розташоване на відстані 169 км на північний захід від Бухареста, 15 км на захід від Римніку-Вилчі, 96 км на північ від Крайови, 124 км на південний захід від Брашова.

## Населення
За даними перепису населення 2002 року у селі проживали 230 осіб, усі — румуни. Усі жителі села рідною мовою назвали румунську.